# Маяк Кроссовер-Айленд
Маяк Кроссовер-Айленд (англ. Crossover Island Light) — маяк, расположенный на небольшом острове Кроссовер-Айленд в реке Святого Лаврентия, разделяющей США и Канаду, округ Сент-Лоренс, штат Нью-Йорк, США. Построен в 1848 году. Деактивирован в 1941 году.

## История
3 марта 1847 Конгресс США выделил 6 000$ на строительство маяка и дома смотрителя на небольшом островке Кроссовер-Айленд в реке Святого Лаврентия на границе с Канадой. В этом районе довольно много небольших островков и порогов, что делает навигацию достаточно опасной. В 1848 году работы были завершены. Маяк представлял собой двухэтажный кирпичный дом смотрителя с деревянной башней на скатной крыше. Уже в 1868 году крыша постройки протекала, и повсеместно требовался ремонт. В 1882 году были выделены средства на строительство нового маяка, и в том же году работы были завершены. Новый дом смотрителя был более просторным, чем предыдущий, двухэтажным деревянным сооружением. Отдельно от него стояла коническая чугунная башня маяка высотой 9 метров, облицованная кирпичом. На новый маяк была установлена линза Френеля. В 1884 году к комплексу зданий добавился колодец. В 1904 году была построена небольшая котельная. В 1941 году Береговая охрана США вывела маяк из эксплуатации, заменив его световым буем. В 1960 маяк был продан на аукционе, и до настоящего маяк остается в частном владении.
В 2007 году маяк был включен в Национальный реестр исторических мест.